# Élections municipales de 2001 en Côte-Nord
Les élections municipales québécoises de 2001 se déroulent le 4 novembre 2001. Elles permettent d'élire les maires et les conseillers de chacune des municipalités locales du Québec, ainsi que les préfets de quelques municipalités régionales de comté.

## Côte-Nord

### Baie-Johan-Beetz
| Poste/District             | Élu                | Type d'élection |
| -------------------------- | ------------------ | --------------- |
| Maire                      | Jean-Marie Tanguay | Sans opposition |
| Taux de participation: n/a |                    |                 |

### Baie-Trinité
| Poste/District              | Élu              | Type d'élection |
| --------------------------- | ---------------- | --------------- |
| Maire                       | Donald Thibeault | Scrutin         |
| Taux de participation: 70 % |                  |                 |

### Chute-aux-Outardes
| Poste/District              | Élu                 | Type d'élection |
| --------------------------- | ------------------- | --------------- |
| Maire                       | Jean-Charles Girard | Scrutin         |
| Taux de participation: 54 % |                     |                 |

### Colombier
| Poste/District              | Élu             | Type d'élection |
| --------------------------- | --------------- | --------------- |
| Maire                       | Gérard Tremblay | Scrutin         |
| Taux de participation: 52 % |                 |                 |

### Franquelin
| Poste/District             | Élu             | Type d'élection |
| -------------------------- | --------------- | --------------- |
| Maire                      | Michel Lévesque | Sans opposition |
| Taux de participation: n/a |                 |                 |

### Havre-Saint-Pierre
| Poste/District              | Élu             | Type d'élection |
| --------------------------- | --------------- | --------------- |
| Maire                       | Julien Boudreau | Scrutin         |
| Taux de participation: 60 % |                 |                 |

### L'Île-d'Anticosti
| Poste/District             | Élu           | Type d'élection |
| -------------------------- | ------------- | --------------- |
| Maire                      | Mario Auclair | Sans opposition |
| Taux de participation: n/a |               |                 |

### Les Escoumins
| Poste/District             | Élu           | Type d'élection |
| -------------------------- | ------------- | --------------- |
| Maire                      | Marc Bouchard | Sans opposition |
| Taux de participation: n/a |               |                 |

### Longue-Pointe-de-Mingan
| Poste/District             | Élu              | Type d'élection |
| -------------------------- | ---------------- | --------------- |
| Maire                      | Jean-Luc Burgess | Sans opposition |
| Taux de participation: n/a |                  |                 |

### Longue-Rive
| Poste/District              | Élu            | Type d'élection |
| --------------------------- | -------------- | --------------- |
| Maire                       | Mario Tremblay | Scrutin         |
| Taux de participation: 79 % |                |                 |

### Pointe-Lebel
| Poste/District               | Élu                     | Type d'élection |
| ---------------------------- | ----------------------- | --------------- |
| Maire                        | Ghislain (Mini) Beaudin | Scrutin         |
| Taux de participation: n/d % |                         |                 |

### Rivière-au-Tonnerre
| Poste/District              | Élu             | Type d'élection |
| --------------------------- | --------------- | --------------- |
| Maire                       | Rénald Lapierre | Scrutin         |
| Taux de participation: 81 % |                 |                 |

### Rivière-Saint-Jean
| Poste/District              | Élu            | Type d'élection |
| --------------------------- | -------------- | --------------- |
| Maire                       | Michel Beaudin | Scrutin         |
| Taux de participation: 81 % |                |                 |

### Sainte-Anne-de-Portneuf
| Poste/District             | Élu                 | Type d'élection |
| -------------------------- | ------------------- | --------------- |
| Maire                      | Jean-Marie Delaunay | Sans opposition |
| Taux de participation: n/d |                     |                 |

### Saint-Augustin
| Poste/District              | Élu          | Type d'élection |
| --------------------------- | ------------ | --------------- |
| Maire                       | Camil Fequet | Scrutin         |
| Taux de participation: 70 % |              |                 |